# Haplogryllacris simplex
Haplogryllacris simplex är en insektsart som först beskrevs av Walker, F. 1871.  Haplogryllacris simplex ingår i släktet Haplogryllacris och familjen Gryllacrididae. Inga underarter finns listade i Catalogue of Life.